# Asta Kask
Asta Kask  är ett punkband som bildades 1978 i Töreboda.

## Historia
Asta Kask startades 1978 under namnet X-tas i Töreboda, Skaraborgs län. Första uppsättningen av bandet bestod av Micke Blomqvist, Pelle Karlsson, Uffe Karlsson och Stefan Hovbjer. Någon gång runt 1980 bytte bandet namn till Asta Kask och bytte gitarrist till Steve Aktiv och började spela allt oftare ute i Sverige. Pang Records kontaktade bandet 1981 för en singelinspelning, vilket resulterade i EP:n För kung och fosterland. 1982 hade alla originalmedlemmar utom gitarristen/sångaren Micke Blomqvist lämnat bandet, med i bandet kom istället Bonni Pontén (gitarr och sång), Magnus Bjurén (trummor) och Magnus Hörnell (bas). Med denna helt nya uppsättning spelade Asta Kask in EP:n En tyst minut i replokalen Kloaken på en 4-kanals bandspelare. Skivan gavs ut på nystartade Skvaller Records, egentligen ett fanzine som blev skivbolag. Tack vare denna blev bandet mycket mer populära och tidningar som Okej och Veckorevyn ville göra intervjuer, men bandet tackade nej.
1984 skrev gruppen kontrakt med kulturföreningen och skivbolaget Rosa Honung. Samma år spelade även bandet in sin nya EP, Plikten framför allt. Dock blev bandet slitet under detta år då de fick sköta bokningar av spelningar själva. I början av 1985 spelades Maxi-EP:n Med is i magen in. Asta Kasks sista aktiva år var 1986 då bandet släppte EP:n Än finns det hopp med en ny producent och tekniker, vilket gav dem ett tuffare ljud. I och med sin liveplatta (Live) bestämde sig bandet för att splittras och avsluta allt med en LP och en turné. Så gjordes deras skiva Aldrig en LP, som fick heta så då bandet från början hade bestämt att de aldrig skulle göra en LP, vilket betydde att man hade sålt sig om man gjorde en. Sedan gick bandmedlemmarna skilda vägar. Ernie startade NEIN tillsammans med medlemmar från Rolands Gosskör, Micke Blomqvist gick med i Strebers, Pontén och Bjurén spelade i en mängd band tills de startade Cosa Nostra.
1989 skedde Asta Kasks första återförening, vilket resulterade i två spelningar på Vita Huset i Täby och liveskivan Sista dansen tillsammans med punkbandet Rolands Gosskör. 1992 spelade de åter igen - denna gång på Fryshuset på Rosa Honungs tioårsjubileum. Även denna gång blev spelningen en liveskiva, denna fick heta Från andra sidan. Nu var det dött i 11 år, tills det blev känt att Asta Kask skulle ha en hemlig spelning under namnet Ester Kex på Kafé 44 i Stockholm den 9 juni 2003. Namnet Ester Kex återanvändes 10/2 2007 när de spelade på Gula Villan i Haninge.
Den 4 oktober 2003 började bandet åter turnera. Detta år gav de även ut ett samlingsalbum med namnet Kravallsymfonier 78-86 och medverkade med en helt ny låt på Definitivt 50 spänn XII som heter Världen tillhör er!. Den första medlemmen som sedan hoppade av blev Bjurén. Den 1 april 2005 kunde man läsa hans avhoppsbrev med motiveringen att han ville satsa seriöst på sitt andra band Frost. En ny trummis hittades inom kort. Det blev Dadde (känd från banden UBBA, To What End?, Wolfbrigade, Sunday Morning Einsteins, Imperial Leather och Today's Overdose).
2006 signades bandet av Burning Heart och spelade in sin första riktiga platta på 20 år, En för alla ingen för nån. Det släpptes även en dokumentär (Dom får aldrig mig), ett samlingsalbum med alla Astas EP-skivor (Välkommen Hem - Samlade EP) och en remastrad version av Aldrig en CD.
Samma år hamnade Asta Kask i en rättslig konflikt med en representant från sitt förra skivbolag Rosa Honung efter att Jan Dahlbom registrerat varumärket "Asta Kask" genom sitt bolag 1000Db som sitt eget. Denna tvist är fortfarande inte löst. I september 2008 diagnostiserades Ernie med Lymfom, cancer i lymfsystemet, vilket ledde till att Asta Kask fick stå åt sidan under hans rehabilitering. I april 2009 blev han friskförklarad och i augusti 2009 - ett år sen sist, stod Asta Kask på scenen igen.
2011 gjorde Asta Kask sin andra turné i Japan och sin första turné i USA, på den amerikanska västkusten. 2012 gjorde bandet sitt första framträdande i Sydamerika, då de gjorde en turné i Colombia. De startade även sitt eget skivbolag "Kloakens Alternativa Anti Produktion" och släppte backkatalogen digitalt. Den 3 mars 2013 meddelade Asta Kask genom ett inlägg på sin officiella facebooksida att man arbetade med ett nytt album som skulle komma att släppas senare under året på deras nystartade skivbolag.

### Medlemmar
- Micke Blomqvist (Gitarr & sång)
- Bonni Pontén (Gitarr & sång)
- Magnus Hörnell (Bas)
- David Stark (Trummor)

#### Före detta medlemmar
- Magnus 'Bjurre' Bjurén (Trummor)
- Steve Aktiv (Gitarr)
- Ulf Karlsson (Trummor)
- Per Karlsson (Bas)
- Stefan Hovbjer (Gitarr)

### Övrigt
- Flera band har spelat in covers på Asta Kask-låtar och det finns även ett band kallat Rasta Knast i Tyskland som bland annat framfört Asta Kask-låtar med tyska texter.
- Medlemmar i Asta Kask har startat Johnny Kask som spelar covers på Johnny Cash fast på svenska (eller västgötska som de säger själva).

## Diskografi

### EP
- 1982 - För kung och fosterland
- 1983 - En tyst minut
- 1984 - Plikten framför allt
- 1986 - Än finns det hopp
- 2000 - Till sista droppen
- 2006 - Precis som far/Lilla Frida
- 2011 - Asta Kask / Crispy Nuts Split 7"
- 2013 - Världens Räddaste Land 7"
- 2011 - Fredagsmys 7"
- 2018 - Historien Dömer Oss Alla

### LP
- 1985 - Med is i magen
- 1986 - Live
- 1986 - Aldrig en LP
- 1990 - Sista Dansen (Live)
- 2000 - Rock mot svinen (Samling, Tyskland)
- 2006 - En för alla ingen för nån (Wasted sounds)
- 2011 - En för alla ingen för nån (USA limiterad utgåva för USA turnén, Prank records)
- 2011 - Aldrig en LP (USA limiterad utgåva för USA turnén, Prank records)
- 2011 - Med is i magen (USA limiterad utgåva för USA turnén, Prank records)
- 2013 - Med is i magen (Återsläpp USA, Prank records)
- 2013 - Aldrig en LP (Återsläpp USA, Prank records)
- 2013 - Handen På Hjärtat

### CD
- 1991 - Med is i magen
- 1991 - Aldrig en CD
- 1993 - Från andra sidan (Live)
- 1995 - Sista dansen (Live)
- 2003 - Kravallsymfonier 78-86
- 2006 - En för alla ingen för nån
- 2006 - Playmates 7805
- 2013 - Handen på hjärtat
- 2014  - Välkommen Hem - Samlade EP

### Video
- 2007 - Dom får aldrig mig